# Montopoli di Sabina

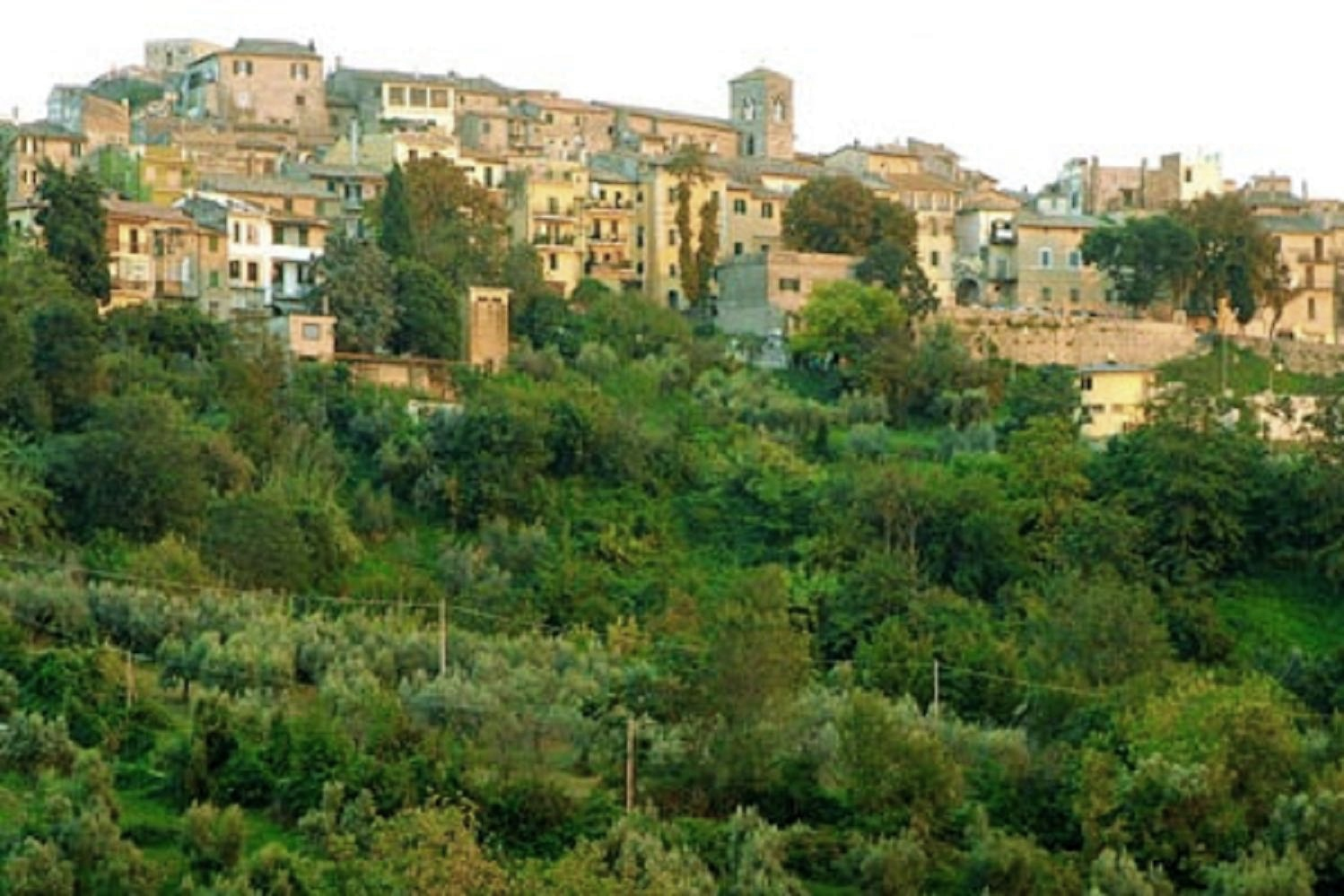
Montopoli di Sabina

Montopoli di Sabina is een gemeente in de Italiaanse provincie Rieti (regio Latium) en telt 3829 inwoners (31-12-2004). De oppervlakte bedraagt 37,6 km², de bevolkingsdichtheid is 100 inwoners per km².
De volgende frazioni maken deel uit van de gemeente: Bocchignano, Colonnetta La Memoria, Granari, Ponte Sfondato, Santa Maria.

## Demografie
Montopoli di Sabina telt ongeveer 1571 huishoudens. Het aantal inwoners steeg in de periode 1991-2001 met 6,5% volgens cijfers uit de tienjaarlijkse volkstellingen van ISTAT.
| Jaar | Inwoneraantal |
| ---- | ------------- |
| 1991 | 3472          |
| 2001 | 3698          |

## Geografie
De gemeente ligt op ongeveer 331 m boven zeeniveau.
Montopoli di Sabina grenst aan de volgende gemeenten: Castelnuovo di Farfa, Fara in Sabina, Fiano Romano (RM), Montelibretti (RM), Nazzano (RM), Poggio Mirteto, Salisano, Torrita Tiberina (RM).